# Équipe du Kazakhstan de hockey sur glace
Cet article traite de l'équipe masculine. Pour l'équipe féminine, voir Équipe du Kazakhstan féminine de hockey sur glace.
L'équipe du Kazakhstan de hockey sur glace est la sélection nationale du Kazakhstan regroupant les meilleurs joueurs de hockey sur glace kazakh lors des compétitions internationales. L'équipe est sous la tutelle de la Fédération du Kazakhstan de hockey sur glace.
La meilleure performance de l'équipe en compétition internationale est une 10e place Championnat du monde de 2021. L'équipe du Kazakhstan est l'une des meilleures équipes de hockey sur glace du continent asiatique, et compte à son palmarès trois médailles d'or aux Jeux asiatiques d'hiver en 1996, 1999, 2011.

## Effectif
| No    | Nom                    | Position       | Club                    |
| ----- | ---------------------- | -------------- | ----------------------- |
| +001, | Jelal-ad-Din Ämirbekov | Gardien de but | Metallourg Magnitogorsk |
| +007, | Leonid Metalnikov      | Défenseur      | Admiral Vladivostok     |
| +010, | Nikita Mihailis - A    | Attaquant      | Metallourg Magnitogorsk |
| +013, | Dınmūhamed Qaiyrjan    | Attaquant      | Barys                   |
| +017, | Älihan Ömirbekov       | Attaquant      | Barys                   |
| +018, | Vladimir Volkov        | Attaquant      | Arlan Kökşetau          |
| +020, | Maksim Pavlenko        | Gardien de but | HK Riazan-VDV           |
| +022, | Kirill Paniukov        | Attaquant      | Barys                   |
| +023, | Maksim Muhametov       | Attaquant      | Barys                   |
| +024, | Dmitrii Breus          | Défenseur      | Torpedo Nijni Novgorod  |
| +027, | Artem Lihotnikov       | Attaquant      | Humo Tachkent           |
| +028, | Valerii Orehov         | Défenseur      | Metallourg Magnitogorsk |
| +031, | Artem Korolev          | Défenseur      | Nomad Astana            |
| +032, | Sergei Kudriavtsev     | Gardien de but | Arlan Kökşetau          |
| +033, | Eduard Mihailov        | Défenseur      | Arlan Kökşetau          |
| +034, | Viacheslav Kolesnikov  | Attaquant      | Nomad Astana            |
| +048, | Roman Startşenko - C   | Attaquant      | Barys                   |
| +058, | Tamerlan Gaitamirov    | Défenseur      | Barys                   |
| +064, | Arkadii Şestakov       | Attaquant      | Admiral Vladivostok     |
| +071, | Samat Daniiar          | Défenseur      | Barys                   |
| +081, | Batyrlan Muratov       | Attaquant      | Barys                   |
| +084, | Kirill Savitskii       | Attaquant      | Barys                   |
| +087, | Ädil Beketaev          | Défenseur      | Barys                   |
| +088, | Evgenii Rymarev        | Attaquant      | HK Tchelny              |
| +096, | Älihan Äsetov - A      | Attaquant      | Barys                   |

## Résultats

### Jeux olympiques
- 1920-1992 - Ne participe pas (fait partie de l'URSS)
- 1994 - Non qualifiée
- 1998 - Termine 8e
- 2002 - Non qualifiée
- 2006 - Termine 9e
- 2010 - Non qualifiée
- 2014 - Non qualifiée
- 2018 - Non qualifiée
- 2022 - Non qualifiée

### Championnats du monde
- 1993 - 19e place (3e de la poule C)
- 1994 - 24e place (4e de la poule C)
- 1995 - 22e place (2e de la poule C)
- 1996 - 21e place (1re de la poule C)
- 1997 - 14e place (2e de la poule B)
- 1998 - 16e place (2e de la poule B)
- 1999 - 19e place (3e de la poule B)
- 2000 - 18e place (2e de la poule B)
- 2001 - 3e de la Division I, Groupe B
- 2002 - 3e de la Division I, Groupe B
- 2003 - 1re de la Division I, Groupe A
- 2004 - 13e place
- 2005 - 12e place
- 2006 - 15e place
- 2007 - 3e de la Division I, Groupe A
- 2008 - 2e de la Division I, Groupe A
- 2009 - 1er de la Division I, Groupe A
- 2010 - 16e place
- 2011 - 1er de la Division I, Groupe B
- 2012 - 16e place
- 2013 - 1re de la Division IA
- 2014 - 16e place
- 2015 - 1er de la Division IA
- 2016 - 16e place
- 2017 - 3e de la Division IA
- 2018 - 3e de la Division IA
- 2019 - 1er de la Division IA
- 2020 - Annulé en raison du coronavirus
- 2021 - 10e place
- 2022 - 14e place
- 2023 - 11e place
- 2024 - 12e place
- 2025 - 15e place

Note :  Promue ;  Reléguée

### Jeux asiatiques d'hiver
- 1996 -
- 1999 -
- 2003 -
- 2007 -
- 2011 -
- 2017 -

### Coupe d'Asie
Cette compétition n'a existé que pour trois éditions.
- 1992 - Ne participe pas
- 1993 - Ne participe pas
- 1995 -

## Classement mondial
| Année     | Rang | Points | Progression |
| --------- | ---- | ------ | ----------- |
| 2003      | 21   | 2 480  |             |
| 2004      | 17   | 2 410  | +4          |
| 2005      | 15   | 2 335  | +2          |
| Mai 2006  | 11   | 3 115  | +4          |
| 2007      | 16   | 2 740  | -5          |
| 2008      | 19   | 2 405  | -3          |
| 2009      | 18   | 2 165  | +1          |
| Fév. 2010 | 19   | 2 745  | -1          |
| Mai 2010  | 17   | 2 790  | +2          |
| 2011      | 16   | 2 615  | +1          |
| 2012      | 17   | 2 440  | -1          |

| Année     | Rang | Points | Progression |
| --------- | ---- | ------ | ----------- |
| 2013      | 16   | 2 225  | +1          |
| Fév. 2014 | 17   | 2 900  | -1          |
| Mai 2014  | 17   | 2 910  | ±0          |
| 2015      | 17   | 2 680  | ±0          |
| 2016      | 16   | 2 470  | +1          |
| 2017      | 17   | 2 200  | -1          |
| Fev. 2018 | 16   | 2 800  | +1          |
| Mai 2018  | 18   | 2 760  | -2          |
| 2019      | 19   | 2 570  | -1          |
| 2020      | 16   | 2 420  | +3          |
| 2021      | 14   | 2 320  | +3          |

## Équipe junior moins de 20 ans

### Championnats du monde junior
Le Kazakhstan participe dès l'édition de 1995, après deux années où l'équipe échoue aux qualifications. 
- 1995 - 1re du Groupe C
- 1996 - 1re du Groupe C
- 1997 - 1re du Groupe B
- 1998 - 7e place
- 1999 - 6e place
- 2000 - 8e place
- 2001 - 10e place
- 2002 - 5e de la division I
- 2003 - 3e de la division I, Groupe A
- 2004 - 5e de la division I, Groupe A
- 2005 - 2e de la division I, Groupe A
- 2006 - 2e de la division I, Groupe B
- 2007 - 1re de la division I, Groupe B
- 2008 - 8e place
- 2009 - 10e place
- 2010 - 4e de la division I, Groupe B
- 2011 - 4e de la division I, Groupe B
- 2012 - 2e de la division IB
- 2013 - 2e de la division IB
- 2014 - 2e de la division IB
- 2015 - 2e de la division IB
- 2016 - 3e de la division IA
- 2017 - 4e de la division IA
- 2018 - 1re de la division IA
- 2019 - 9e place
- 2020 - 10e place
- 2021 - Annulé en raison du coronavirus
- 2022 - 4e de la division IA
- 2023 - 2e de la division IA
- 2024 - 1er de la Division IA
- 2025 - 10e place

### Challenge d'Asie des moins de 20 ans
- 2012 - Ne participe pas
- 2013 - Ne participe pas
- 2014 -
- 2018 - Ne participe pas

## Équipe des moins de 18 ans

### Championnats du monde moins de 18 ans
L'équipe participe dès la première édition.
- 1999 - 5e place de Division I
- 2000 - 1re place de Division I
- 2001 - 5e place de Division I
- 2002 - 1re place de Division I
- 2003 - 10e place
- 2004 - 4e place de Division I, Groupe B
- 2005 - 1re place de Division I, Groupe A
- 2006 - 1re place de Division I, Groupe A
- 2007 - 1re place de Division I, Groupe A
- 2008 - 2e place de Division I, Groupe A
- 2009 - 4e place de Division I, Groupe A
- 2010 - 4e place de Division I, Groupe B
- 2011 - 3e place de Division I, Groupe A
- 2012 - 2e place de Division I, Groupe B
- 2013 - 1re place de Division IB
- 2014 - 3e place de Division IA
- 2015 - 5e place de Division IA
- 2016 - 3e place de Division IA
- 2017 - 2e place de Division IA
- 2018 - 4e place de Division IA
- 2019 - 2e place de Division IA
- 2020 - Annulé en raison du coronavirus
- 2021 - Annulé en raison du coronavirus
- 2022 - 4e place de Division IA
- 2023 - 1re place de Division IA
- 2024 - 10e place
- 2025 - 3e place de Division IA

### Championnats d'Asie-Océanie des moins de 18 ans
Cette compétition n'est plus tenue depuis 2002.
- 1993 -
- 1994 -
- 1995 -
- 1996 -
- 1997 -
- 1998-2002 - Ne participe pas